# Lambiek Berends
Maria Hendrik Wilhelm (Lambiek, Marinus) Berends (Rotterdam, 28 januari 1941 – Amsterdam, 22 december 2023) was een Nederlands journalist.
Berends, zoon van echtpaar Berends-Cornelissen was na een eerdere relatie vanaf 1979 twintig jaar getrouwd met journaliste Jacqueline Wesselius. Na de echtscheiding bleven ze bevriend, onder andere was er sprake van mantelzorg van haar kant.
Hij doorliep de middelbare school op de Hogere Burgerschool (HBS, Sint-Montfortcollege). Na een korte periode bij een accountantskantoor te hebben gewerkt, begon zijn journalistieke loopbaan op 1 december 1958 bij De Maasbode onder hoofdredacteur Johan Kuijpers. Achteraf moest hij constateren dat de krant toen al op omvallen stond. Drie maanden (februari 1959) later las hij dat De Maasbode overgenomen zou worden door De Tijd (officieel een fusie). Toen gold nog het ontslagprincipe, last in, first out, dus Berends stond eigenlijk op 28 februari 1959 op straat, maar was ook de eerste die door de combinatie De Tijd De Maasbode direct weer in dienst genomen werd. Berends zag terugkijkend in 1995 dat de verschillen tussen de Rotterdamse en Amsterdam redactie te groot waren. Op 1 januari 1961 nam hij ontslag en ging als Rotterdams correspondent werken voor een Amsterdamse krant. Berends schreef zowel in 1985 als 1995 een soort in memoriam over de krant.
Daarna volgde langdurig werk voor de Volkskrant (vanaf 1965), maar nam na zijn huwelijk ontslag om zijn vrouw naar Parijs te volgen. Vanaf 1985 (toen het echtpaar terug kwam) tot 2005 werkte hij voor Het Parool, meest buitenlandredactie en de redactie van de zaterdageditie.
Hij werd (in Amsterdam) bekend vanwege zijn samenwerking met Peter Elenbaas, die leidde tot de rubriek Amsterdam Onbewolkt (Cloudless Amsterdam) en zeven fotoboeken met luchtfoto’s van Amsterdam. Elenbaas en Berends trokken met een vliegtuig over de stad; Elenbaas fotografeerde en Berends met historische kennis verzorgde de tekst.

Lambiek werd zijn voornaam toen iemand hem aansprak met Lambert, Berends verstond Lambiek en hield die naam voortaan aan. Zijn laatste jaren leed hij aan longemfyseem en overleed aan een longontsteking; een crematie volgde op 5 januari 2024 in de aula van De Nieuwe Ooster. Zijn rouwadvertentie vermeldt een citaat van François Villon:
Où sont les neiges d'antan? (waar is die goede, oude tijd gebleven?)
Berends heeft ook andere publicaties op zijn naam staan
- 1987: Barbie - misdadiger tegen de mensheid, samen met Wesselius (Meulenhoff)
- 1990: Het Parool 1940-1990, Bert Bakker (ISBN 90 351 0867 1)
- 1992; Tijdopname, vijftig veranderde gezichten van Amsterdam, ook met Elenbaas
- 1994: Rozen en tomaten; De Amsterdamse schouwburg (Stadsdrukkerij)
- 1996: Kroniek van Artsen zonder Grenzen (Van Duuren van der Linden)

- Bibliothèque nationale de France: cb12404828p (data)
- Gemeinsame Normdatei: 1065474520
- International Standard Name Identifier: 0000 0000 2971 1392
- Library of Congress Control Number: n88645616
- Nederlandse Thesaurus van Auteursnamen: 073123838
- Système universitaire de documentation: 033152632
- Virtual International Authority File: 69016158